# Сентрал-энд-Уэстерн

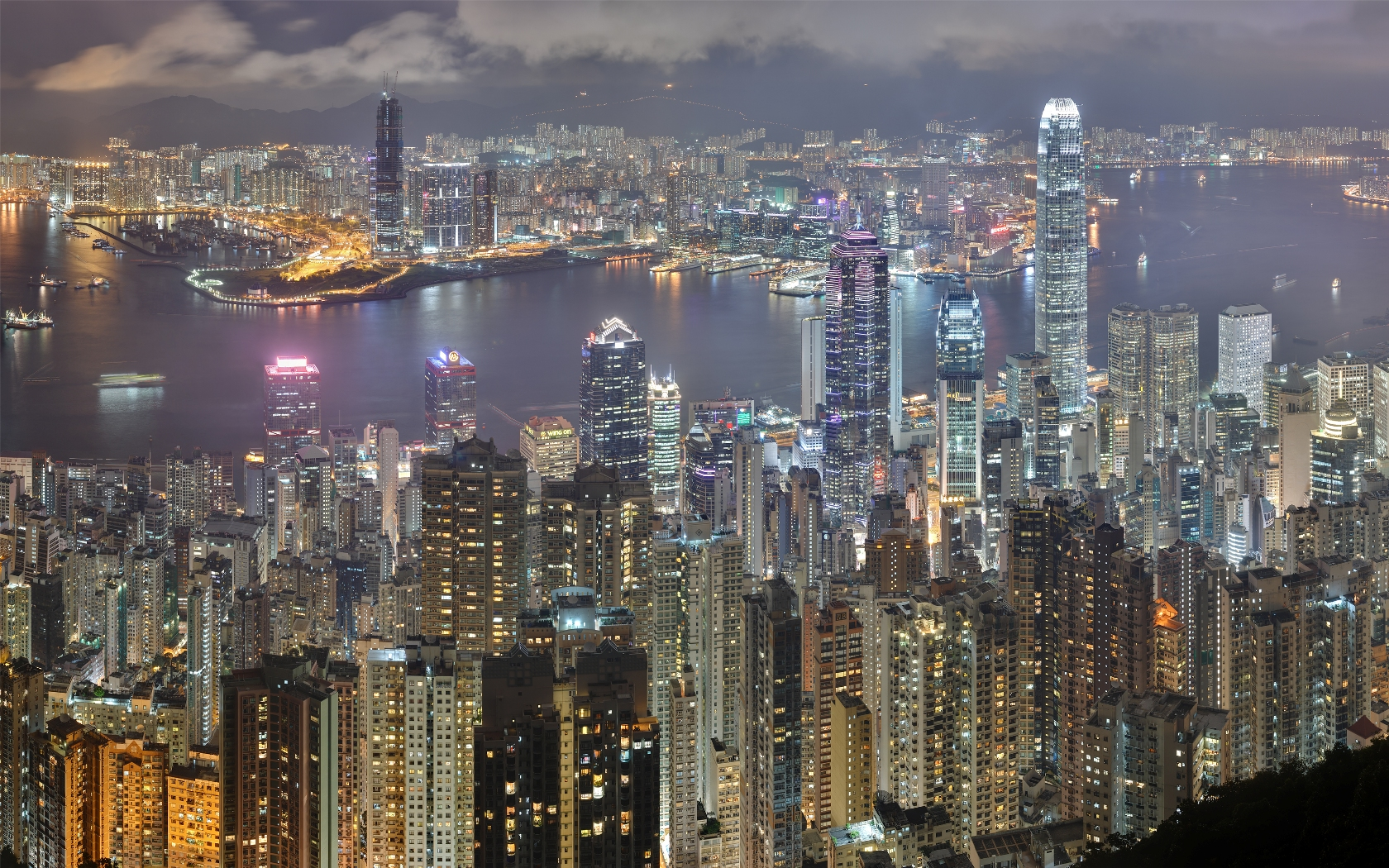
Сентрал энд Вестерн

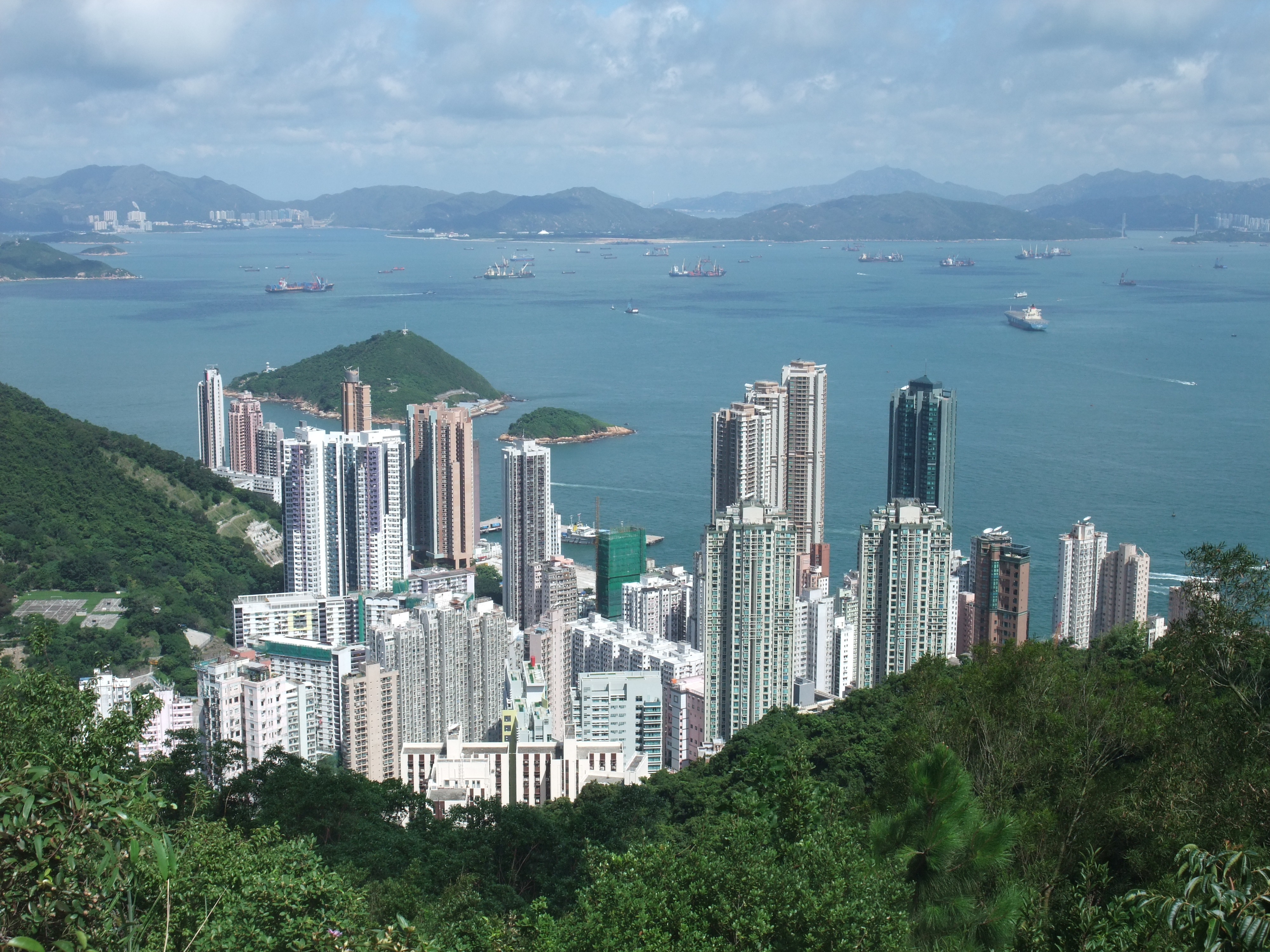
Сентрал энд Вестерн

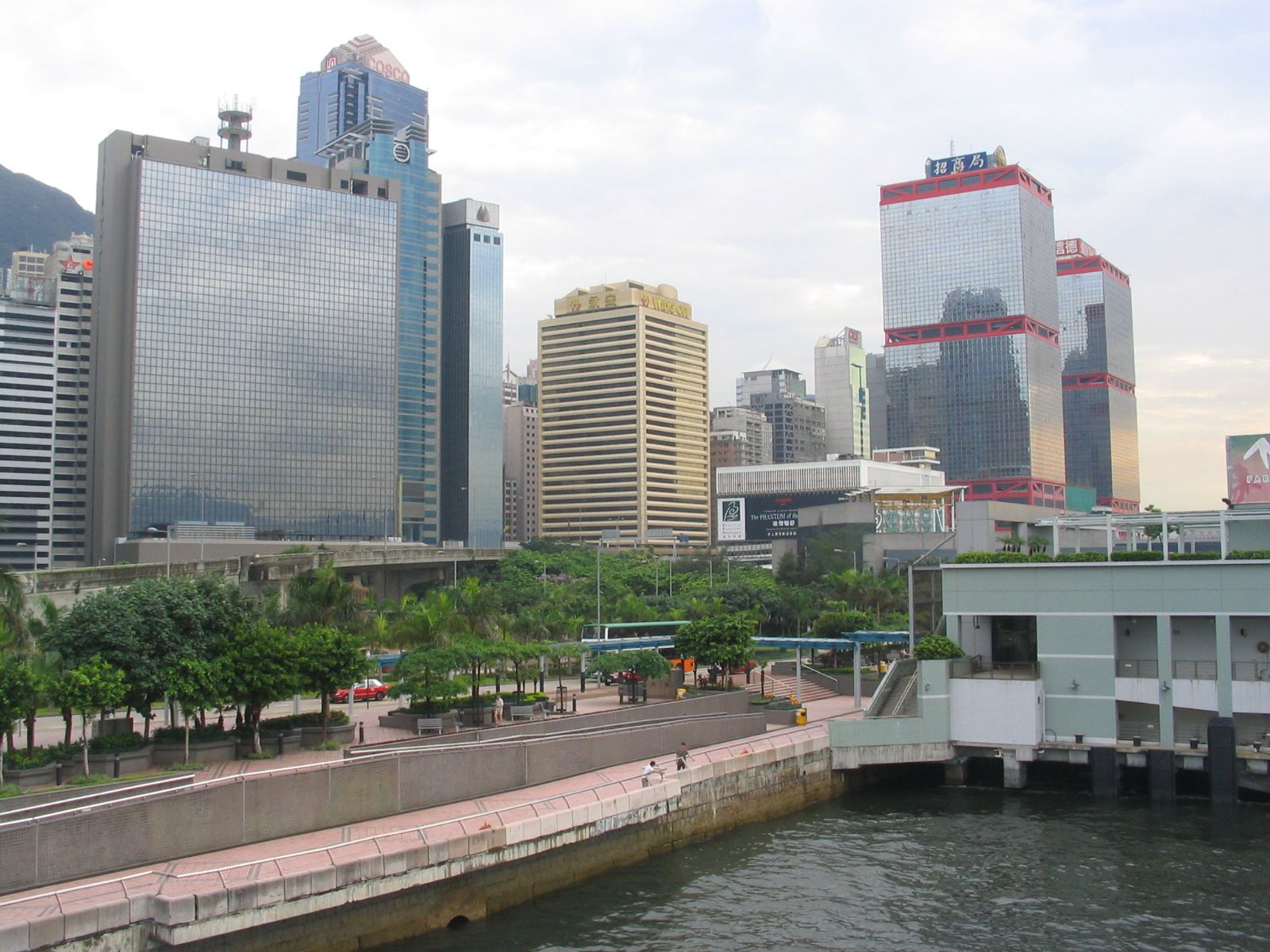
Сентрал энд Вестерн

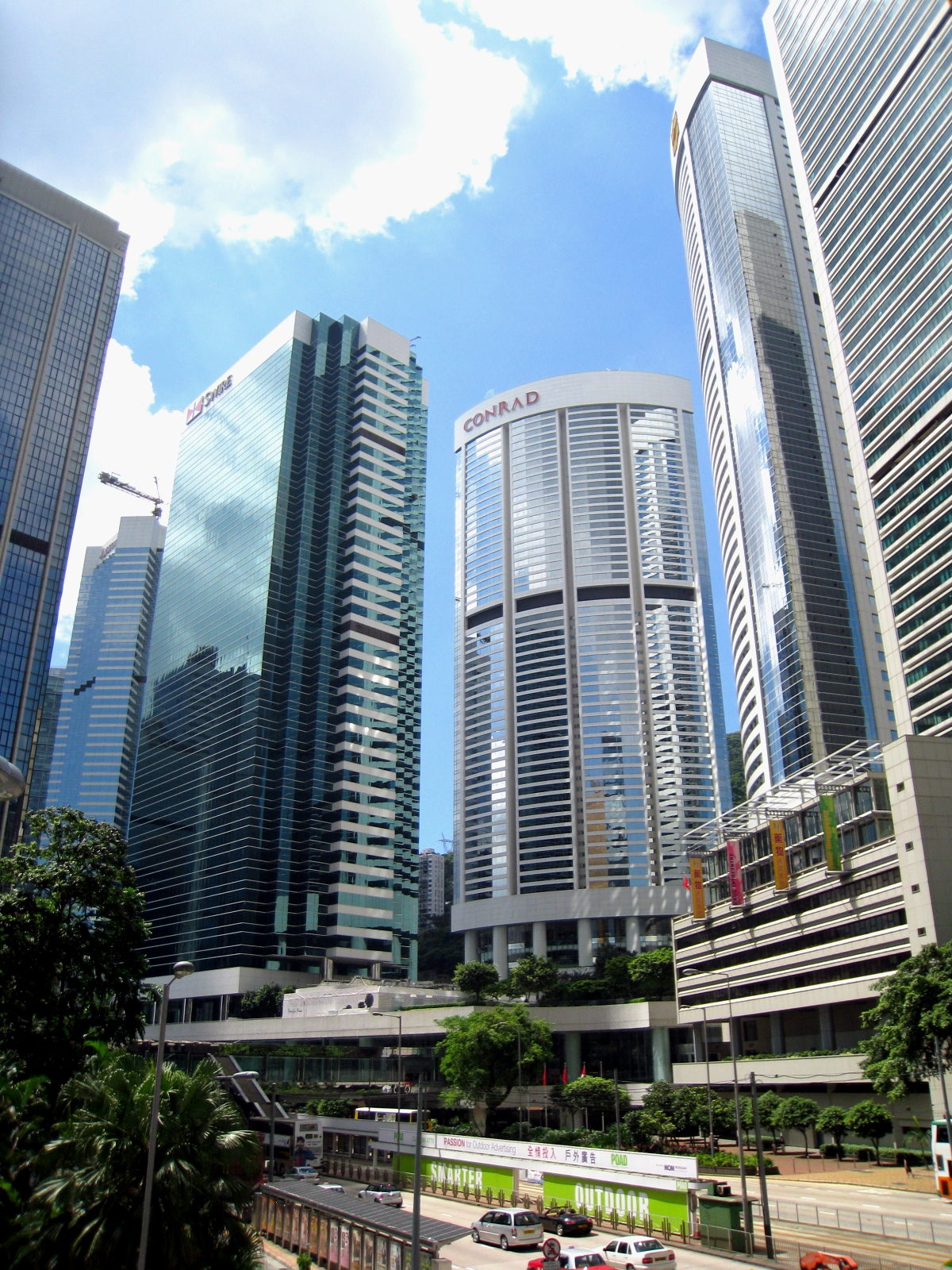
Сентрал энд Вестерн

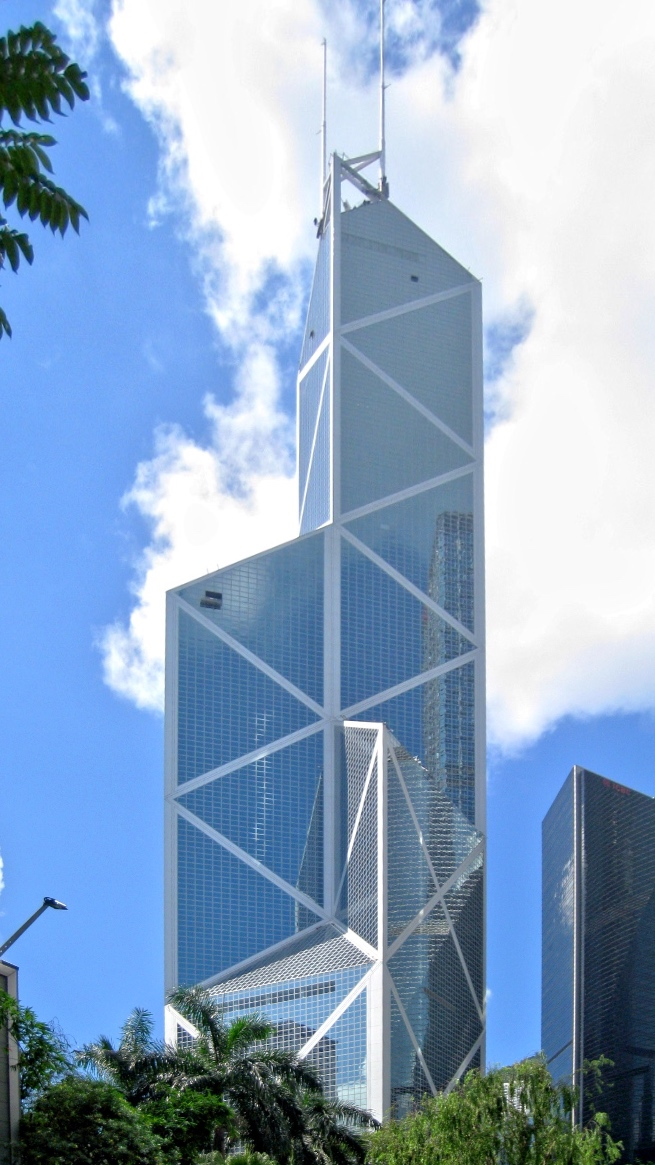
Сентрал энд Вестерн

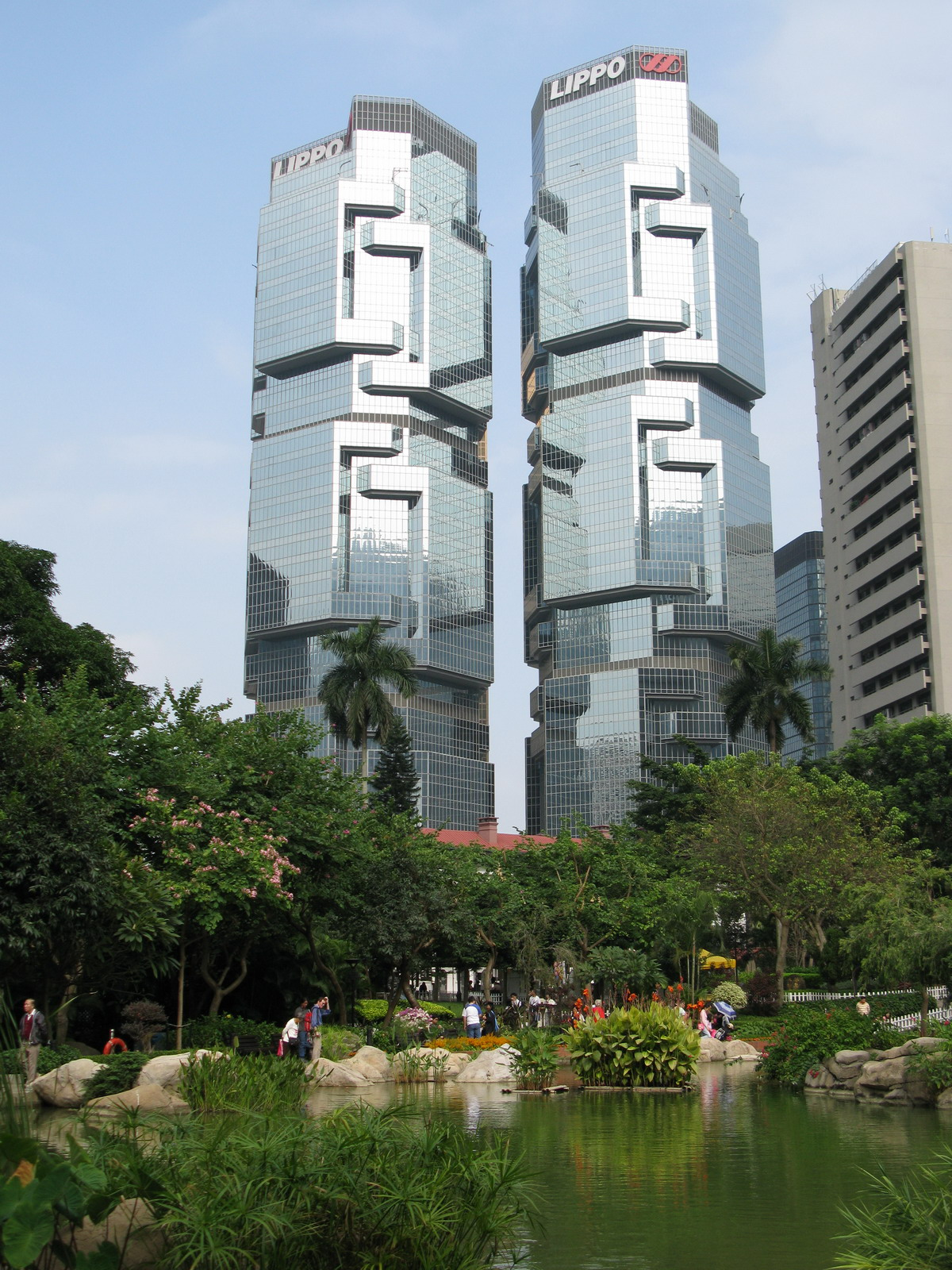
Сентрал энд Вестерн

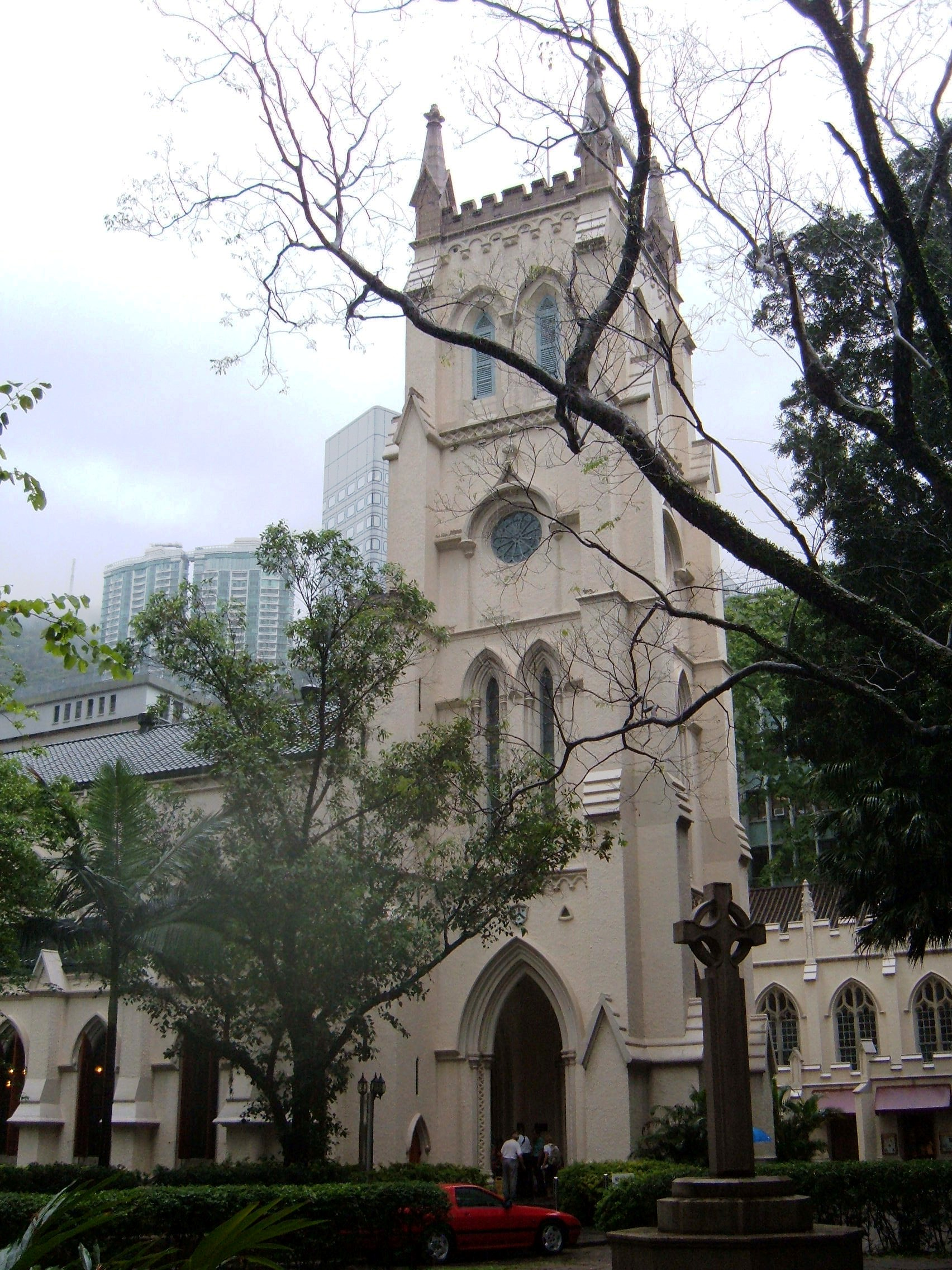
Сентрал энд Вестерн

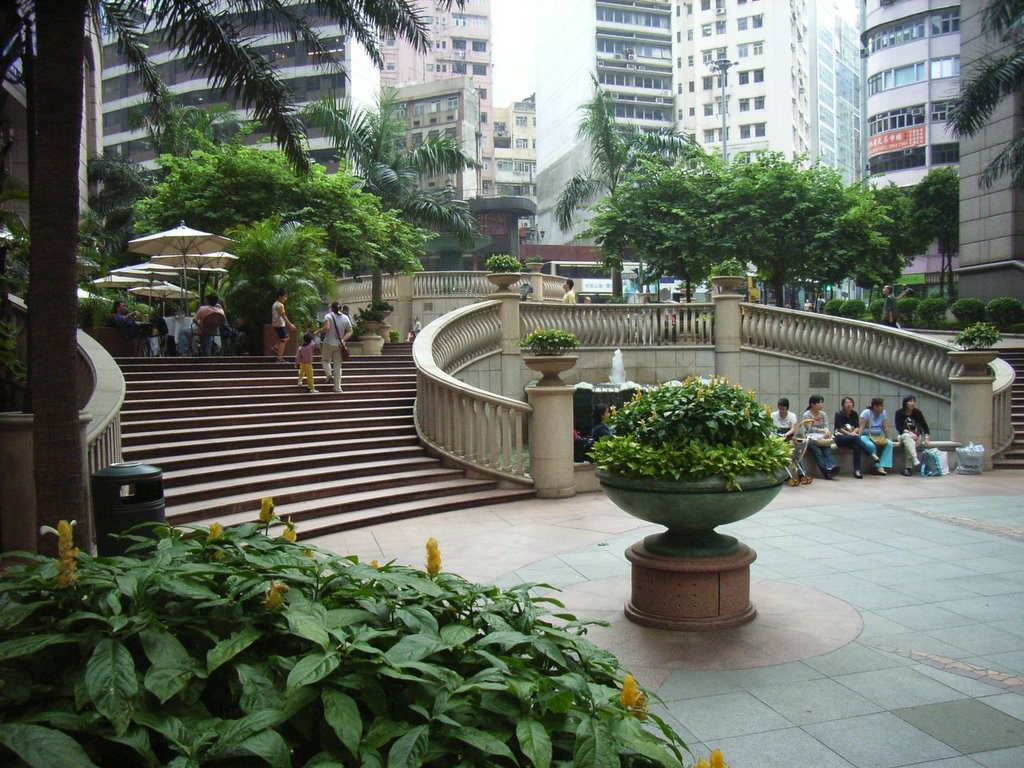
Сентрал энд Вестерн

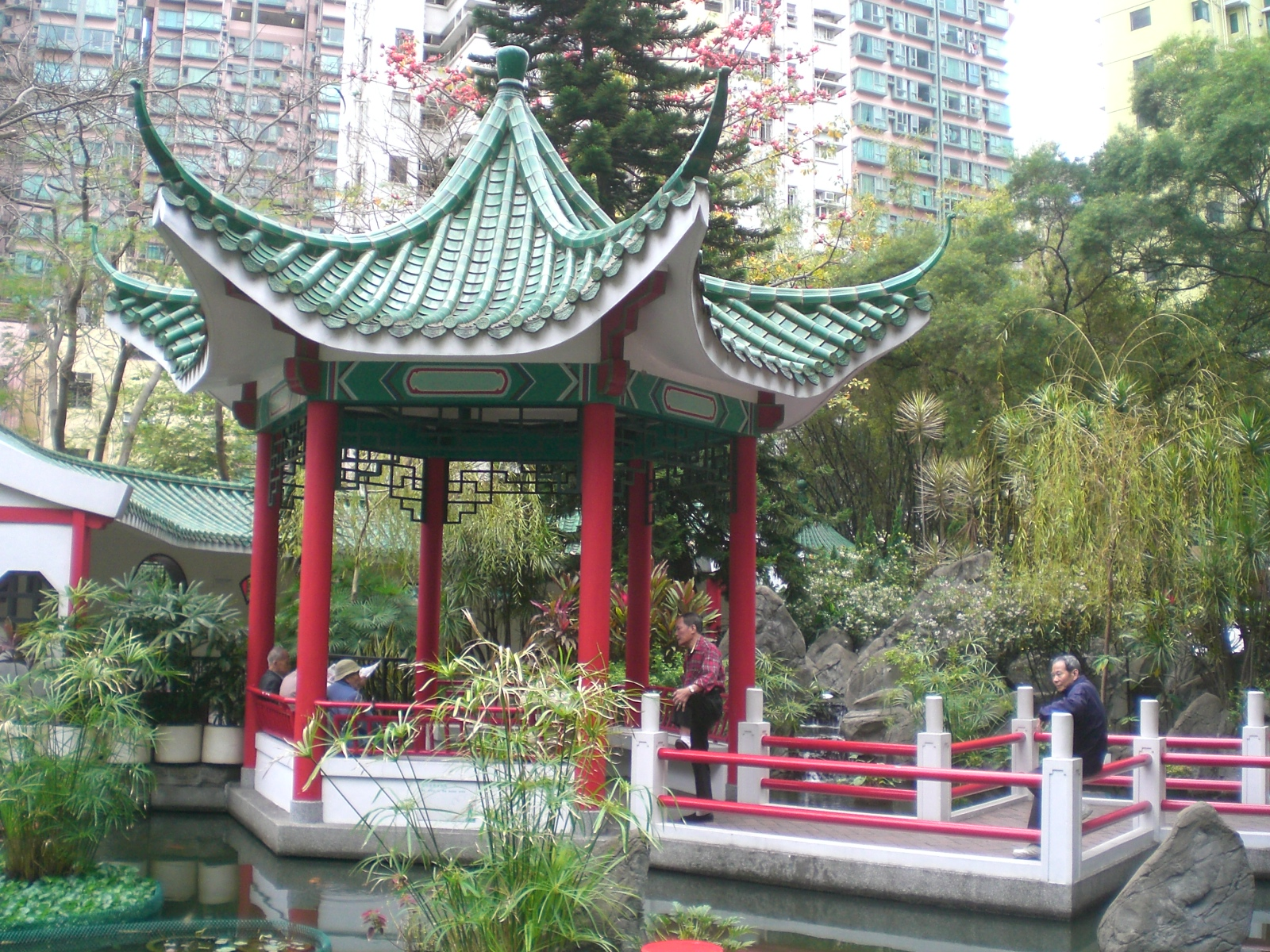
Сентрал энд Вестерн

Центральный и Западный или Сентрал-энд-Уэстерн (Central and Western, 中西區) — один из 18 округов Гонконга. Расположен в северо-западной части острова Гонконг. Включает в свой состав районы Адмиралтейство, Сентрал, Сёнвань, Сайвань, Мид-левелс и Пик.

## История
Ранее округ был известен как город Виктория. Британцы высадились здесь в 1841 году и вскоре построили на месте современного района Сентрал военные, административные и торговые объекты. В колониальный период Сентрал считался районом европейской деловой активности, а Уэстерн — деловым центром китайских коммерсантов. Сегодня Сентрал-энд-Уэстерн является главным деловым и административным центром Гонконга.

## Население
В 2006 году в округе проживало 250 тыс. человек, в том числе значительные общины британцев, американцев, филиппинцев, японцев, австралийцев, индийцев, пакистанцев, тайцев (Сентрал энд Вестерн является одним из самых богатых округов Гонконга).

### Религия
В округе расположены англиканский кафедральный собор Сент-Джонс, католический кафедральный собор Непорочного Зачатия, католическая церковь Сент-Джозеф, церковь Юнион Черч, церковь Хоп Ят, церковь Кау Ян, церковь Сент-Пол, конгрегационалистская Церковь Христа в Китае, церковь квакеров, саентологическая церковь Фёрст Черч, храмы Маньмоу и Лоупань, мечеть Джамия, синагога Охель Леа и Еврейский культурный центр.

## Экономика
В Сентрал энд Вестерн базируются штаб-квартиры корпораций «China Mobile», «CNOOC Limited», «Hutchison Whampoa», «Jardine Matheson», «AIA Group», «Bank of China (Hong Kong)», «Swire Pacific», «Cheung Kong Holdings», «CITIC Pacific», «Henderson Land», «New World Development», «Bank of East Asia», «Wheelock & Co», «Hang Lung Group», «Hong Kong Exchanges & Clearing», «China Merchants», «First Pacific», «Hang Seng Bank», «Wing Hang Bank», «China Everbright», «Hongkong Post», «Hongkong Land», «Shun Tak Holdings», «Nan Fung Group», «Lai Sun Group», «Guangdong Investment», «China Windpower Group».
Также в Сентрал энд Вестерн расположены офисы международных компаний «HSBC», «Allianz», «JPMorgan Chase», «Citibank», «Bank of America», «Standard Chartered», «Barclays Capital», «Royal Bank of Scotland», «Goldman Sachs», «Royal Bank of Canada», «BNP Paribas», «UBS», «Credit Suisse», «Sumitomo Mitsui Banking Corporation», «Mizuho Bank», «Nomura», «Macquarie Bank», «State Street», «Commerzbank», «Banco Bilbao Vizcaya Argentaria», «ING Group», «Fortis», «Chinatrust Commercial Bank», «SinoPac», «SWIFT», «Blackstone Group», «General Atlantic», «Texas Pacific Group», «Silver Lake Partners», «Warburg Pincus», «Kerry Group», «Bloomberg», «Moody`s», «McKinsey & Company», «Pricewaterhouse Coopers», «KPMG», «Ernst & Young», «Bain & Company», «Charles Schwab Corporation», «Rolls-Royce Motors», «Financial Times».
В округе расположены Гонконгская фондовая биржа, отели «Фор Сизонс Гонконг», «Айленд Шангри-Ла», «Марриотт Гонконг», «Конрад Гонконг», «Мандарин Ориентал».

### Торговля
Крупнейшие торговые центры округа — «Пасифик Плейс», «Квинсвэй Плаза», «Лендмарк», «Форум», «Уорлд Уайд Плаза», «Ай-Эф-Си Молл», «Принцес Билдинг», «Чатер Хаус», «Винг Он», «Шун Так Сентр», «Сентрал Билдинг», «Ман Йи Билдинг», «Пик Тауэр», «Пик Галлериа», «Вествуд Молл». Также большой популярностью у туристов и местных жителей пользуются улицы антикварных магазинов Голливуд Роуд и Ласкар Роу, улица цветочных магазинов Линдхерст Террас, улица магазинов китайской медицины Винг Лок Стрит, улица магазинов фототоваров Стэнли Стрит, продуктовые рынки на Гейг Стрит, Грехэм Стрит и Пил Стрит, «Западный рынок», рынки Шэунг-Ван, Смитфилд и Сай-Инг-Пун, рынки на Сентр Стрит, Бриджес Стрит и Винг Кут Стрит.

## Транспорт
- Округ обслуживают линии MTR «Айленд», «Вест-Айленд», «Цюн-Ван», «Тунг-Чунг» и «Аэропорт-Экспресс»
- Тоннель «Вестерн Харбор» связывает округ с Коулуном
- Паромные причалы «Гонконг-Макао Терминал», «Стар Ферри» и «Сентрал»
- Фуникулер «Пик Трам» соединяет центральные кварталы с Пиком Виктории
- Эскалатор «Сентрал — Мид Левелс»
- В округе существует разветвленная сеть трамвайных и автобусных маршрутов

## Достопримечательности
- Пик Виктории
- Районы развлечений Сохо и Лан-Квай-Фонг
- Газовые уличные фонари на Дадделл Стрит
- Здание законодательного совета
- Кенотаф погибшим в Первой мировой войне
- «Дом епископа»

### Крупнейшие здания
- Комплекс «Интернэшнл Файненс Сентр» (88-этажная башня в 416 метров и 39-этажная башня в 210 метров)
- 70-этажный «Бэнк оф Чайна Тауэр» (367 метров)
- 73-этажный «Сентер» (346 метров)
- 63-этажный «Чхёнкхон-сентер» (283 метра)
- 53-этажный «Коско Тауэр» (228 метров)
- Комплекс «Белчерс» (две 61-этажные башни по 227 метров, две 63-этажные башни по 221 метру и две 61-этажные башни по 214 метров)
- 66-этажный «Тригантер Тауэрс» (220 метров)
- 57-этажный «Айленд Шангри-Ла» (213 метров)
- 50-этажный «Азура» (211 метров)
- 51-этажный «Ситибэнк-плаза» (206 метров)
- 47-этажный «Мэй-хаус» (206 метров)
- 45-этажный «Фор Сизонс Плейс» (205 метров)
- 61-этажный «Конрад Гонконг» (199 метров)
- 56-этажный «Квинсвэй Говермент Оффис» (199 метров)
- Комплекс «Мертон» (59-этажная башня в 197 метров и две 51-этажные башни по 180 метров)
- 48-этажный «Эйгбарт» (196 метров)
- 46-этажный «39 Conduit Road» (191 метр)
- 41-этажный «Сентриум» (189 метров)
- Комплекс «Эксчейндж Скуэр» (две 52-этажные башни по 188 метров)
- 39-этажный «9 Queen`s Road Central» (187 метров)
- Комплекс «Липпо Сентр» (две 48-этажные башни в 186 и 172 метра)
- 41-этажный «Вестпойнт» (186 метров)
- 40-этажный «Эй-Ай-Эй Сетрал» (185 метров)
- 42-этажный «Стандард Чартеред Бэнк Билдинг» (185 метров)
- 55-этажный «Манхэттен Хайтс» (185 метров)
- 40-этажный «Пасифик Плейс 3» (182 метра)
- 44-этажный «Эйч-Эс-Би-Си Мейн Билдинг» (179 метров)
- 52-этажный «Джардин Хаус» (179 метров)
- 38-этажный «Бэнк оф Америка Тауэр» (146 метров)
- 33-этажный «Ситик Тауэр» (126 метров)
- 30-этажный «Гранд Милленниум Плаза» (123 метра)

### Музеи и галереи
- Музей чайной посуды
- Университетский музей и художественная галерея
- Музей Сунь Ятсена
- Гонконгский музей медицинских наук
- Музей Гонконгской полиции
- Гонконгский музей Мадам Тюссо

### Парки
- Зоологический и ботанический сады Гонконга
- Гонконгский парк
- Чатер-Гарден
- Блейк Гарден
- Харкорт Парк
- Голливуд Роуд Парк
- Парк Чхёнкон
- Парк Белчер-Бэй
- Парк Короля Георга V
- Парк Сунь Ятсена (или Западный парк)
- Виктория Пик Гарден
- Лунг-Фу-Шам Кантри Парк

## Образование
- Гонконгский университет
- Кампус Института высшего образования Каритас
- Кингс колледж
- Колледж Сент-Джозеф
- Колледж Сент-Пол
- Колледж Раймонди
- Женский колледж Сент-Маргарет
- Женский колледж Сент-Стефенс

## Здравоохранение
- Госпиталь Гонконг Сентрал
- Госпиталь Тунг-Ва
- Международный госпиталь Матильда
- Стоматологическая клиника Вестерн

## Культура
- Гонконгский центр визуальных искусств
- Концертный зал мэрии Гонконга
- Театр Общественного центра Шэунг-Ван
- Библиотека мэрии Гонконга
- Публичная библиотека Смитфилд (Кеннеди Таун)

## Спорт
- Спортцентр Смитфилд
- Спортцентр Вестерн Парк
- Бассейн Кеннеди Таун